# Tomasz Pałamarz
Tomasz Pałamarz (ur. 1991) – polski strzelec, mistrz świata juniorów.
Jest zawodnikiem Śląska Wrocław. 1 sierpnia 2010 roku podczas mistrzostw świata w Monachium został mistrzem świata juniorów w konkurencji pistoletu 50 m. Uzyskał 558 pkt (rekord życiowy), tyle samo co Włoch Dino Briganti. O pierwszym miejscu Polaka zadecydowała większa liczba dziesiątek centralnych. Podczas tych mistrzostw jeszcze dwukrotnie plasował się w czołówce zawodów w innych konkurencjach: zajął 5. miejsce w konkurencji pistoletu pneumatycznego i siódme w strzelaniu z pistoletu sportowego.